# Pulitzer-Preis 1957
Der Pulitzer-Preis 1957 war die 41. Verleihung des wichtigsten US-amerikanischen Literaturpreises. Es wurden Preise in 14 Kategorien des Journalismus, der Literatur, Theater und Musik vergeben.

## Kategorien und Preisträger
| Kategorie                      | Category                         | Preisträger |
| Journalismus                   | Journalism                       | Journalism |
| ------------------------------ | -------------------------------- | --- |
| Dienst an der Öffentlichkeit   | Public Service                   | Chicago Daily News |
| Lokale Berichterstattung       | Local Reporting, Edition Time    | Salt Lake Tribune |
| Lokale Berichterstattung       | Local Reporting, No Edition Time | Wallace Turner und William Lambert von Portland Oregonian                                                                                 |
| Berichterstattung im Inland    | National Reporting               | James Reston von The New York Times |
| Auslandsberichterstattung      | International Reporting          | Russell Jones von United Press International                                                                                              |
| Leitartikel                    | Editorial Writing                | Buford Boone von Tuscaloosa News |
| Karikatur                      | Editorial Cartooning             | Tom Little von Nashville Tennessean |
| Fotofotografie                 | Photography                      | Harry A. Trask von Boston Traveler |
| Literatur, Theater und Musik   | Letters, Drama & Music           | Letters, Drama & Music |
| Belletristik                   | Fiction                          | nicht vergeben |
| Theater                        | Drama                            | Long Day's Journey Into Night von Eugene O’Neill (Yale Univ. Press)                                                                       |
| Geschichte                     | History                          | Russia Leaves the War: Soviet-American Relations, 1917-1920 von George F. Kennan (Princeton Univ. Press)                                  |
| Biographie oder Autobiographie | Biography or Autobiography       | Profiles in Courage von John F. Kennedy (Harper).                                                                                         |
| Dichtung                       | Poetry                           | Things of This World von Richard Wilbur (Harcourt).                                                                                       |
| Musik                          | Music                            | Meditations on Ecclesiastes von Norman Dello Joio (Carl Fischer Verlag), Uraufführung an der Juilliard School of Music am 20. April 1956. |
| Besondere Erwähnungen          | Special Citations                | Special Citations |
| Sonderpreis                    | Special Awards and Citations     | nicht vergeben |